# Chimonocalamus montanus
Chimonocalamus montanus är en gräsart som beskrevs av Chi Ju Hsueh och Tong Pei Yi. Chimonocalamus montanus ingår i släktet Chimonocalamus och familjen gräs. Inga underarter finns listade i Catalogue of Life.